# Поттер, Ван Ренсселер
Ван Ренсселер Поттер (1911—2001) — американский учёный, врач, разработчик современной концепции биоэтики.

## Биография
Ван Ренсселер Поттер родился 27 августа 1911 года, образование получил на биологическом факультете Университета в Южной Дакоте (Брукингс) и в Висконсинском университете в Мадисоне, в котором проработал много лет, исследуя проблемы рака. Умер в 2001 году.

## Научная деятельность
Научная концепция Поттера сформировалась под влиянием идей Альдо Леопольда (1887—1948) — американского учёного, эколога, писателя, одного из основателей «Общества дикой природы». А. Леопольд стал известным в мире как основатель экологической этики, и его идеи получили продолжение в трудах Вана Ренесслера Поттера.
Поттер ввёл такое понятие, как «биоэтика» — это наука выживания, включающая в сферу научной заинтересованности не только человека с его телесностью и ценностными измерениями, но и мир всего живого. Сегодня мы должны осознать, что этика человека больше не может изучаться без реалистического понимания экологии в широком смысле этого слова. Этические ценности не должны рассматриваться вне биологических факторов. Выживание всей экосистемы является своеобразной проверкой системы наших ценностей.
Согласно концепции В. Р. Поттера, биоэтика не только объясняет природные феномены, но и дает возможность держать под контролем «опасные знания». Таким образом, она должна стать «наукой выживания», новой мудростью, что обеспечит человечество знанием того, как нужно использовать эти «опасные знания» для достижения социального блага и улучшения качества жизни. Он считал, что «существуют две культуры, которые, очевидно, не способны к диалогу — наука и гуманитарное знание, а биоэтика является мостиком между ними».
На рубеже 1980—1990-х годов В. Р. Поттер выдвигает идею глобальной биоэтики, целью которой было бы достижения приемлемого выживания человечества, под которым понимается не только устойчивое развитие общества, но и развитие здоровой экосистемы. Основными условиями жизнедеятельности человека определяются сохранение окружающей среды и контроль за репродуктивной функцией человека.

## Признание
В США идеи Поттера не получили должного признания по той причине, что достаточно разработанной была экологическая этика и традиционный прагматизм американского мировоззрения. Эти факторы обусловили концептуальное видение биоэтики как пространства диалога между этикой и медициной и, соответственно, как результат синтеза медицинского и этического знаний. 
Однако, мировое научное сообщество одобрительно восприняло его идеи, которые с небольшими изменениями легли в основу общемировой концепции биоэтики.

## Основные публикации
В. Р. Поттер — автор многочисленных публикаций по биохимии и исследованиям рака, а также 50-ти статей и книг по биоэтике, среди которых самые известные:
- Биоэтика: наука выживания (1970),
- Биоэтика: мост в будущее (1971),
- Глобальная биоэтика (1988).